# Pla General Metropolità

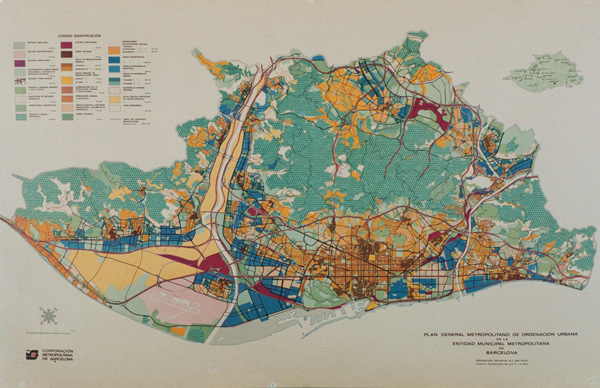
Plànol d'estructura territorial del Pla General Metropolità de Barcelona 1976.

El Pla General Metropolità de Barcelona, conegut generalment com a Pla General Metropolità, o abreujadament com a PGM o PGM-76, és un instrument de planejament urbanístic referit al conjunt de municipis que l'any 1976 formaven l'extinta Entitat Municipal Metropolitana de Barcelona (EMMB), els quals, posteriorment s'integraren en la també extinta Corporació Metropolitana de Barcelona (CMB). És per això que sempre ha tingut la consideració de Pla d'ordenació urbanística municipal de caràcter supramunicipal. Atès el seu àmbit, la denominació inicial i oficial d'aquest instrument de planejament fou la de «Pla general metropolità d'ordenació urbana de la EMM de Barcelona».
Els municipis que integren el territori del PGM-76 són: Barcelona, Badalona, Castelldefels, Cerdanyola del Vallès, Cornellà de Llobregat, El Papiol, Esplugues de Llobregat, Gavà, Hospitalet de Llobregat, Molins de Rei, Montcada i Reixac, Montgat, Pallejà, Prat de Llobregat, Ripollet, Sant Adrià de Besòs, Sant Boi de Llobregat, Sant Cugat del Vallès, Sant Climent de Llobregat, Sant Feliu de Llobregat, Sant Joan Despí, Sant Just Desvern, Sant Vicenç dels Horts, Santa Coloma de Cervelló, Santa Coloma de Gramenet, Tiana i Viladecans més l'agregat de Les Botigues del terme municipal de Sitges.
El PGM-76 fou un document innovador que suposà una renovació de la pràctica i dels instruments de planificació urbanística a Espanya, les més rellevants de les quals foren incorporades a la Llei del Sòl de 1976.
Malgrat que el PGM-76 conté totes les determinacions i documentació assenyalades en aquesta llei, va ser un instrument de planejament la formació del qual passà per diverses etapes entre les quals destaca que s'inicià com una revisió del Pla Comarcal de 1953 segons la Llei del Sòl de 1956, donant lloc, inicialment, a un Pla Director de l'Àrea Metropolitana de Barcelona (1968) per a, posteriorment, ser objecte d'una primera aprovació inicial amb la corresponent informació pública durant l'any 1974.

## Determinacions del Pla general metropolità de Barcelona

### Classificació del sòl
| Classe de sòl                 | Sup. en Ha. | % | Observacions |
| ----------------------------- | ----------- | - | ------------ |
| Sòl urbà                      | 17.185,70   |   |              |
| Sòl urbanitzable programat    | 3.791,70    |   |              |
| Sòl urbanitzable no programat | 10.027,20   |   |              |
| Sòl no urbanitzable           | 16.754,20   |   |              |
| TOTAL PGM-76                  | 47.758,60   |   |              |